# Сергіївська сільська рада (Білопільський район)
Се́ргіївська сільська́ ра́да — колишній орган місцевого самоврядування в Білопільському районі Сумської області. Адміністративний центр — село Сергіївка.

## Загальні відомості
- Населення ради: 459 осіб (станом на 2001 рік)

## Населені пункти
Сільській раді підпорядковані населені пункти:
- с. Сергіївка
- с. Ганнівське
- с. Гезівка
- с. Миколаївка-Тернівська

## Склад ради
Рада складається з 12 депутатів та голови.
- Голова ради: Прокопенко Тетяна Іванівна

### Керівний склад попередніх скликань
| Прізвище, ім'я, по батькові   | Основні відомості                                                                    | Дата обрання | Дата звільнення |
| ----------------------------- | ------------------------------------------------------------------------------------ | ------------ | --------------- |
| Богатиренко Анатолій Іванович | Сільський голова, 1948 року народження, безпартійний                                 | 23.10.2006   | 02.02.2009      |
| Прокопенко Тетяна Іванівна    | Сільський голова, 1965 року народження, освіта вища                                  | 24.05.2009   | 31.10.2010      |
| Прокопенко Тетяна Іванівна    | Сільський голова, 1965 року народження, освіта вища, Політична партія «Наша Україна» | 31.10.2010   |                 |

Примітка: таблиця складена за даними сайту Верховної Ради України